# Semaines sociales de France
Les Semaines sociales de France (SSF) sont un observatoire de la vie sociale et un lieu de réflexion. L'association veut être un espace de rencontres, de formation et de débat  pour l’ensemble des acteurs qui, par leur action et leur réflexion, cherchent à contribuer au bien commun en s’appuyant sur la pensée sociale chrétienne. Elle est surtout connue par la session qu'elle organise chaque année au mois de novembre et qui rassemble chaque année des centaines de personnes.
Les Semaines sociales de France ont été créées par deux laïcs catholiques en 1904, le Lyonnais Marius Gonin et le Lillois Adéodat Boissard, dans le mouvement suscité par la réception de Rerum Novarum, l'encyclique de Léon XIII considérée comme fondatrice de la doctrine sociale de l'Église catholique. 
Les Semaines sociales sont présidées depuis juin 2022 par Isabelle de Gaulmyn, rédactrice en chef à La Croix, succédant ainsi à Dominique Quinio.

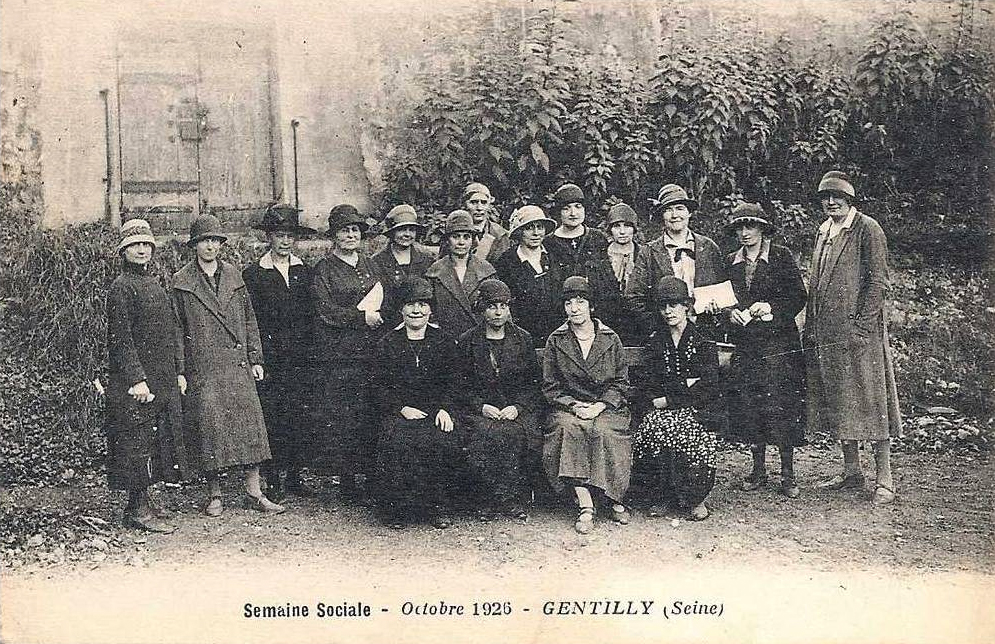
Les Semaines sociales en 1926.

## Un réseau européen
Depuis le milieu des années 1980, les responsables des Semaines sociales ont pris conscience que ce qu'on ne nommait pas encore « mondialisation » rendait impossible d'aborder au seul niveau français les problématiques sociales. De nombreux échanges ont alors eu lieu au niveau européen, notamment avec le Comité central des catholiques allemands (ZdK). Les échanges ont abouti en mai 2000 à la publication d’un Manifeste pour une conscience européenne signé de Jean Boissonnat, alors président des SSF, et du Docteur Hans Joachim Meyer, président du ZdK.
Un moteur franco-allemand s’est créé à cette occasion, entraînant peu à peu un groupe de travail européen, réunissant de nombreuses organisations européennes œuvrant dans des domaines similaires : groupe de presse Znak (Pologne), Semaines sociales italiennes, Semaines sociales européennes (Belgique et Pays-Bas), Propagandistas (Espagne), Action catholique autrichienne. 
Depuis juin 2002, ce réseau est animé par un groupe de travail qui regroupe aujourd'hui les représentants de douze pays européens et de la Commission des épiscopats de l'Union européenne (COMECE). En septembre 2004, il a permis l'organisation d'une session exceptionnelle à Lille pour marquer le centenaire des Semaines sociales de France. Ce groupe, réuni à Luxembourg en mars 2006, a pris le nom d'Initiative de chrétiens pour l'Europe, abrégé par le sigle « IXE ».

## Influence
En 2004, à Lille, à l'occasion du centième anniversaire des Semaines sociales, Martine Aubry rappelle que les Semaines sociales de France ont été à l'origine de nombreuses idées ayant inspiré le droit social français, parmi lesquelles l'assurance chômage, l'assurance maladie universelle, l'impôt proportionnel au revenus, les allocations familiales, les HLM, le 1 % logement.
Les Semaines sociales sont également l'un des lieux où s'élaborent les idées qui alimentent la doctrine sociale de l'Église.
En 2006, les Semaines sociales de France élaborent « douze propositions pour une société plus juste » sur la base desquelles sont interpellés devant 4 000 participants dont quatre candidats à l'élection présidentielle française de 2007 : Nicolas Sarkozy, Michel Sapin représentant Ségolène Royal, Dominique Voynet et François Bayrou. L'invitation de candidats à l'élection présidentielle est renouvelée lors de la session de novembre 2011, sur le thème de la démocratie, les candidats étant invités à exposer la manière dont ils entendent renouveler les pratiques démocratiques et à en discuter avec les participants.

## Historique

### Présidents

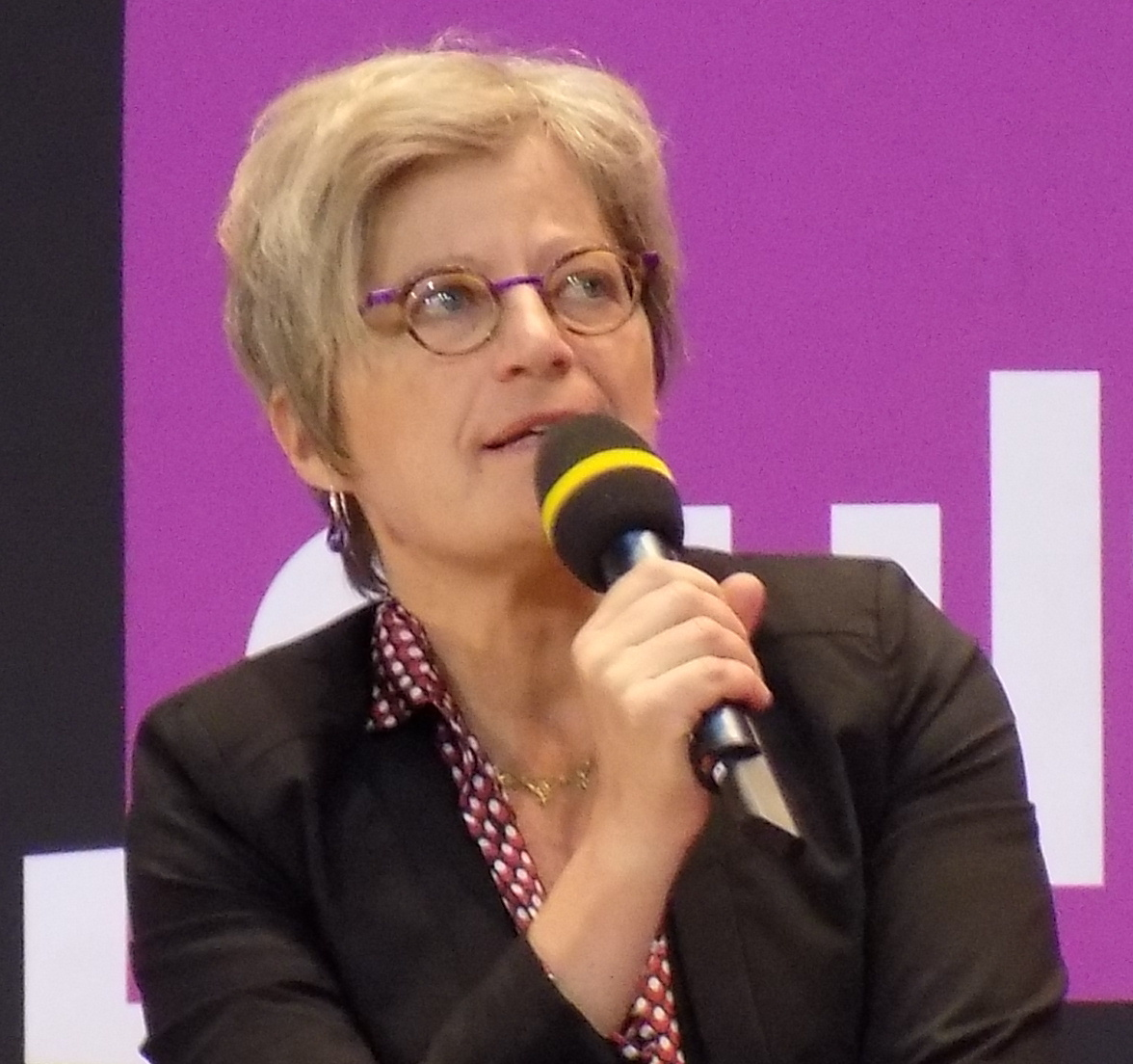
Isabelle de Gaulmyn

- 1904 - 1914 : Henri Lorin
- 1914 - 1945 : Eugène Duthoit
- 1945 - 1960 : Charles Flory
- 1960 - 1985 : Alain Barrère
- 1985 - 1995 : Jean Gélamur
- 1995 - 2001 : Jean Boissonnat
- 2001 - 2007 : Michel Camdessus
- 2007 - 2016 : Jérôme Vignon
- 2016 - 2022 : Dominique Quinio
- 2022 - : Isabelle de Gaulmyn

### Historique des sessions
| Année | Ville                                | Thème                                                                              |
| ----- | ------------------------------------ | ---------------------------------------------------------------------------------- |
| 1904  | Lyon                                 |                                                                                    |
| 1905  | Orléans                              |                                                                                    |
| 1906  | Dijon                                |                                                                                    |
| 1907  | Amiens                               |                                                                                    |
| 1908  | Marseille                            |                                                                                    |
| 1909  | Bordeaux                             |                                                                                    |
| 1910  | Rouen                                |                                                                                    |
| 1911  | Saint-Étienne                        |                                                                                    |
| 1912  | Limoges                              |                                                                                    |
| 1913  | Versailles                           |                                                                                    |
| 1919  | Metz                                 | Principes et action du catholicisme social                                         |
| 1920  | Caen                                 | La crise de la production et la sociologie économique                              |
| 1921  | Toulouse                             | La crise de la probité publique et le désordre économique                          |
| 1922  | Strasbourg                           | Le rôle économique de l'État                                                       |
| 1923  | Grenoble                             | Le problème de la population                                                       |
| 1924  | Rennes                               | Le problème de la terre dans l'économie nationale                                  |
| 1925  | Lyon                                 | La crise de l'autorité                                                             |
| 1926  | Le Havre                             | Le problème de la vie intellectuelle                                               |
| 1927  | Nancy                                | La femme dans la société                                                           |
| 1928  | Paris                                | La loi de charité, principe de vie sociale                                         |
| 1929  | Besançon                             | Les nouvelles conditions de la vie industrielle                                    |
| 1930  | Marseille                            | Le problème social aux colonies                                                    |
| 1931  | Mulhouse                             | La morale chrétienne et les affaires                                               |
| 1932  | Lille                                | Le désordre de l'économie internationale et la pensée chrétienne                   |
| 1933  | Reims                                | La société politique et la pensée chrétienne                                       |
| 1934  | Nice                                 | Ordre social et éducation                                                          |
| 1935  | Angers                               | L'organisation coopérative                                                         |
| 1936  | Versailles                           | Les conflits de civilisation                                                       |
| 1937  | Clermont-Ferrand                     | La personne humaine en péril                                                       |
| 1938  | Rouen                                | La liberté et les libertés dans la vie sociale                                     |
| 1939  | Bordeaux                             | Le problème des classes dans la communauté nationale et dans l'ordre humain        |
| 1945  | Toulouse                             | Transformation sociale et libération de la personne                                |
| 1946  | Strasbourg                           | La communauté nationale                                                            |
| 1947  | Paris                                | Le catholicisme face aux grands courants contemporains                             |
| 1948  | Lyon                                 | Peuples d'outre-mer et civilisation occidentale                                    |
| 1949  | Lille                                | Réalisation économique et progrès social                                           |
| 1950  | Nantes                               | Le monde rural dans l'économie moderne                                             |
| 1951  | Montpellier                          | Santé et société. Les découvertes biologiques et la médecine au service de l'homme |
| 1952  | Dijon                                | Richesse et misère, croissance et répartition du revenu national                   |
| 1953  | Pau                                  | Guerre et paix. De la coexistence des blocs à une communauté internationale        |
| 1954  | Rennes                               | Crise du pouvoir et crise du civisme                                               |
| 1955  | Nancy                                | Les techniques de diffusion dans la civilisation contemporaine                     |
| 1956  | Marseille                            | Les exigences humaines et l'expansion économique                                   |
| 1957  | Bordeaux                             | Familles d'aujourd'hui                                                             |
| 1958  | Versailles                           | L'enseignement, problème social                                                    |
| 1959  | Angers                               | La montée des peuples dans la communauté humaine                                   |
| 1960  | Grenoble                             | Socialisation et personne humaine                                                  |
| 1961  | Reims                                | La montée des jeunes dans la communauté des générations                            |
| 1962  | Strasbourg                           | L'Europe des personnes et des peuples                                              |
| 1963  | Caen                                 | La société démocratique                                                            |
| 1964  | Lyon                                 | Le travail et les travailleurs dans la société contemporaine                       |
| 1965  | Brest                                | L'homme et la révolution urbaine                                                   |
| 1966  | NiceE                                | L'opinion publique                                                                 |
| 1967  | Nantes                               | Le développement, la justice et la paix                                            |
| 1968  | Orléans                              | L'homme dans la société en mutation                                                |
| 1969  | Lille                                | Quelle économie ? Quelle société ?                                                 |
| 1970  | Dijon                                | Les pauvres dans les sociétés riches                                               |
| 1971  | Rennes                               | Contradictions et conflits. Naissance d'une société                                |
| 1972  | Metz                                 | Couples et familles dans la société d'aujourd'hui                                  |
| 1973  | Lyon                                 | Chrétiens et Églises dans la vie politique                                         |
| 1976  | Paris                                | Travail, inégalité et changement social                                            |
| 1980  | Colmar                               | Santé et société                                                                   |
| 1982  | Lille                                | Quel travail social pour notre temps ?                                             |
| 1986  | Bordeaux                             | La justice dans la vie des hommes d'aujourd'hui                                    |
| 1987  | Saint-Denis                          | Travail et emploi. Problème de société et problème de l'homme                      |
| 1989  | Saint-Denis                          | Les défis de la formation. Quelle personne ? Pour quelle société ?                 |
| 1991  | Issy-les-Moulineaux                  | Concurrence et solidarité. L'économie de marché, jusqu'où ?                        |
| 1993  | Issy-les-Moulineaux                  | Les médias et nous. Quels pouvoirs ? Quelles libertés ?                            |
| 1995  | Issy-les-Moulineaux                  | Une idée neuve. La famille. Lieu d'amour et lien social                            |
| 1996  | Issy-les-Moulineaux                  | Entre mondialisation et nations, quelle Europe ?                                   |
| 1997  | Issy-les-Moulineaux                  | L'immigration. Défis et richesses                                                  |
| 1998  | Issy-les-Moulineaux                  | Démocratiser la république. Représentation et participation du citoyen             |
| 1999  | Issy-les-Moulineaux                  | D'un siècle à l'autre. L'évangile, les chrétiens et les enjeux de société          |
| 2000  | Issy-les-Moulineaux                  | Travailler et vivre                                                                |
| 2001  | Issy-les-Moulineaux                  | Biologie, médecine et société. Que ferons-nous de l'homme ?                        |
| 2002  | Issy-les-Moulineaux                  | La violence. Comment vivre ensemble ?                                              |
| 2003  | Paris                                | L'argent                                                                           |
| 2004  | Lille                                | L'Europe. Une société à inventer (centenaire des Semaines sociales)                |
| 2005  | Paris - La Défense                   | Transmettre. Partager des valeurs, susciter des libertés                           |
| 2006  | Paris - La Défense                   | Qu'est-ce qu'une société juste ?                                                   |
| 2007  | Paris - La Défense                   | Vivre autrement. Pour un développement durable et solidaire                        |
| 2008  | Lyon                                 | Les religions : menace ou espoir pour nos sociétés                                 |
| 2009  | Villepinte                           | Nouvelles solidarités, nouvelle société                                            |
| 2010  | Paris - Parc floral de Vincennes     | Migrants, un avenir à construire ensemble                                          |
| 2011  | Paris - Parc floral de Vincennes     | La démocratie, une idée neuve                                                      |
| 2012  | Paris - Parc floral de Vincennes     | Hommes et femmes, la nouvelle donne                                                |
| 2013  | Lyon-Villeurbanne, Paris, Strasbourg | Réinventer le travail                                                              |
| 2014  | Lille                                | L'Homme et les technosciences, le défi                                             |
| 2015  | Paris - Unesco                       | Religions et cultures, ressources pour imaginer le monde                           |
| 2016  | Paris                                | Ensemble, l'éducation                                                              |
| 2017  | Paris                                | Quelle Europe voulons-nous ?                                                       |
| 2019  | Lille                                | Refaire société. Comment inventer des liens dans une France fracturée ?            |
| 2020  | en ligne                             | Une société à reconstruire                                                         |
| 2021  | En ligne et à Versailles             | Osons rêver l'avenir. Prendre soin des hommes et de la terre                       |
| 2022  | Lille                                | La fraternité, notre combat. Pour bâtir un avenir durable                          |
| 2023  | Lyon                                 | Ecologie, préparons-nous à un changement radical !                                 |

## La Fondation des Semaines sociales de France
La Fondation des Semaines sociales de France est créée en 1998 sous l'égide de la Fondation de France, à l'initiative de Jean Boissonnat.
La fondation s'inscrit dans l'action des Semaines sociales en soutenant des projets de recherche, mais aussi de formation et de diffusion d'informations sur le thème de la vie en société.